# کالکا، پرو
کالکا (به اسپانیایی: Calca) یک شهرک در پرو است که در استان کالکا واقع شده‌است. کالکا ۹٬۷۳۲ نفر جمعیت دارد و ۲٬۹۲۶ متر بالاتر از سطح دریا واقع شده‌است.